# Roberto Calheiros
Roberto Calheiros de Miranda Júnior (Recife, 27 de novembro de 1979) é um enxadrista brasileiro e escritor especializado em enxadrismo, detentor dos títulos de Campeão Absoluto Pernambucano e Campeão da Semi-final do Brasileiro Absoluto de Xadrez, obtidos em 2004 e 2007, respectivamente. Foi por três vezes finalista do Campeonato Nacional, em 2004, 2005 e 2007. Em 2008, ocupa a 66ª posição no ranking brasileiro de xadrez com o rating de 2.235 pontos.

## Biografia
Calheiros aprendeu a jogar xadrez aos dezesseis anos de idade, relativamente tarde, ao assistir as partidas realizadas na Livraria Sete de Setembro, em Recife. Entretanto, veio a dedicar-se seriamente ao xadrez e, no ano de 1996, sagrou-se campeão pernambucano juvenil de xadrez em torneio realizado no colégio Real da Torre. Os Grandes Mestres que mais o influenciaram em sua carreira e estilo de jogo foram Capablanca, Tal, Robert Fischer, Morphy e Kasparov. As obras-primas da literatura enxadrística que considera como determinantes em sua carreira são Ajedrez de Torneo, de Bronstein, Tratado General de Ajedrez, de Roberto Grau, e Meus Grandes Predecessores, de Garry Kasparov.
Foi vice-presidente da Federação Pernambucana de Xadrez (FPEX) de 2003 a 2007, criador do site da FPEX, e realizador de grandes eventos na história do xadrez brasileiro, como o Aberto do Shopping Guararapes (2003), semifinal do Brasileiro Absoluto (2004) em Água Preta (PE) e Abertos de Xadrez da Chesf I e II, com mais de vinte e cinco mil reais em prêmios. Foi professor de xadrez do Colégio Santa Maria, em Recife.
Calheiros possui formação plena em Administração pela Faculdade Européia de Administração de Marketing, e atualmente cursa Direito na Faculdade Damas do Recife.
| “ | O xadrez foi meu guia na vida, através deles fiz amigos, conheci o mundo e pude explorar minha capacidade como empreendedor e autodidata mas, mais do que isso, pude ajudar centenas de crianças a aprender a maravilhosa arte do xadrez, pelo qual me sinto realizado. | ” |

### Enxadrismo nas escolas
Através do projeto que desenvolveu, foi o responsável direto e implantador do xadrez em dezenas de escolas do Recife, Maceió, João Pessoa e Natal. Segue uma relação de escolas onde a prática do enxadrismo foi implantado por Calheiros:
- Colégio Americano Batista (2006)
- Colégio Anita Gonçalves (2006)
- Colégio Damas (2007)
- Colégio Elo (2006)
- Colégio Salesiano (2007)
- Colégio Santa Catarina (2007)
- Colégio Santa Emília (2007)
- Divino Mestre (2006)
- Escola Madre de Deus (2006)
- Grupo Contato (2006)
- Grupo Decisão (2006)
- IESE (2007)
- INEI - COC (2006)
- Terceiro Milênio (2006)

## Titulações
- Campeão Pernambucano Juvenil, Jovens e Absoluto (1996, 1999 e 2003)
- Campeão da Semi-Final do Brasileiro Absoluto (2004)
- Campeão da Semi-Final do Brasileiro Absoluto, Compartilhado (2007)
- Campeão do Internacional Luso-Brasileiro (2004)
- Campeão do Aberto de Natal - RN (2002)

## Obras
- Xadrez Escolar - Modulo 1 (2007)
- Xadrez Escolar - Modulo 2 (2007)
- Xadrez Escolar - 1ª Série (2008)
- Xadrez Escolar - 2ª Série (2008)
- Xadrez Escolar - 3ª Série (2008)
- Xadrez Escolar - 4ª Série (2008)
- Xadrez Escolar - 5ª Série (2008)
- Xadrez Escolar - 6ª Série (2008)
- Xadrez Escolar - 7ª Série (2008)
- Xadrez Escolar - 8ª Série (2008)
- Revista XADREZ! - 18 Edições (2003 a 2007)